# SpyHunter 2
SpyHunter 2 – komputerowa gra akcji wyprodukowana przez amerykańskie studio Rockstar San Diego. Gra została wydana przez Midway Games 20 listopada 2006 roku na platformę PlayStation 2 i Xbox 24 listopada. SpyHunter 2 został też wydany na platformę GameCube. Gra z serii Spy Hunter.